# 닌자 용검전 (아케이드 게임)
닌자 용검전(영어: 忍者龍剣伝)은 테크모에서 제작, 1988년 10월에 출시한 아케이드 게임으로, 《닌자 가이덴》 시리즈의 첫 작품이다. 같은 제목의 패밀리 컴퓨터 게임과는 내용과 진행 방식이 다르다.